# エネサンスホールディングス
株式会社エネサンスホールディングス（英：Enessance Holdings Co., Ltd）は、液化石油ガスの輸入・仕入れ・販売を行う企業を束ねる持株会社である。

## 概要
2008年7月1日、昭和シェル石油（当時。後に事業統合により現・出光興産）系の昭石ガスと住友商事系の住商エルピーガス・ホールディングスの合併により誕生。LPガスを主としたエネルギーの供給、家庭生活製品やサービスの提供という2本柱で「ホームソリューションビジネス」を展開。
2014年に、コスモ石油（当時。後に株式移転により新設されたコスモエネルギーホールディングスに変更）が資本参加し、コスモ石油系列のプロパンガス小売部門（一部は、総合エネルギーから分割されてコスモ石油系列となった部門も含まれる。）を継承し、併せて東北コスモガス（本社・宮城県大崎市）を傘下に編入した。

## 沿革
- 2008年（平成20年）7月 - 港区浜松町に株式会社エネサンスホールディングス設立。
- 2009年（平成21年）4月 - 子会社の統廃合。関東地区の昭石ガス、昭石ホームガス、住商液化ガス中央の3社統合による「エネサンス関東」と、中部地区の昭石ホームガス東海と昭石ガス名古屋支店の統合による「エネサンス中部」に、それぞれ再編。併せて、グループ販社社名を、「エネサンス」の冠をつけた新社名に一新。昭石ガスの子会社である昭石ホームガス富山、昭石ホームガス新潟については、エネサンスと直接の資本関係を持つ会社にする予定。
- 2014年（平成26年）10月1日 - コスモ石油が資本参加し、 東北コスモガスを株式交換にて完全子会社化。併せて、コスモグループの総合エネルギーが手がけるプロパンガス小売部門を東北コスモガスおよびエネサンスグループ各社が吸収分割にて譲受。
- 2015年（平成27年）10月1日
  - 子会社のエネサンス東北が、同じく子会社の東北コスモガスを吸収合併。
  - コスモ石油の株式移転に伴うコスモエネルギーホールディングス発足に伴い、コスモ石油の出資分がコスモエネルギーホールディングスの出資に変更。
- 2019年（令和元年）7月1日 - 出光興産が昭和シェル石油の事業を統合したことに伴い、昭和シェル石油の出資分が出光興産の出資に変更。

## グループ会社
- 株式会社エネサンスホールディングス
  - 株式会社エネサンス北海道
    - 株式会社エネサンス北海道物流

  - 株式会社エネサンス東北
  - 株式会社エネサンス新潟
  - 株式会社エネサンス富山
  - 株式会社エネサンス関東
    - 株式会社エネサンスサービス

  - 株式会社エネサンス中部
  - 株式会社エネサンス九州

### 関連会社
- 共同瓦斯株式会社
- 株式会社旭川ガスチャージセンター（旭川ガス燃料が出資したLPガス充填配送業務）
- 株式会社エス・アイ東海（岩谷産業が出資したLPガス充填配送会社）
- 株式会社平戸ガスセンター